# 沙里亞德布爾沙達爾烏帕齊拉
沙里亞德布爾沙達爾乌帕齐拉是孟加拉国沙里亞德布爾縣的一个乌帕齐拉，位於達卡专区的沙里亞德布爾縣。

## 人口
據1991年孟加拉國人口普查，沙里亞德布爾沙達爾共有戶數30,470戶，人口161962人。其中男性佔比50.36%，女性佔比49.64%；成年人口74,757人。該地7歲以上人口之平均識字率為25.3%，低於全國平均值（32.4%）。